# Populația municipiului Bălți
Populația Bălțiului potrivit datelor prezentate de Biroul Național de Statistică la 1 ianuarie 2013 a constituit 144.800 locuitori (▲ 0,3% față de 2012).

## Mișcarea naturală
| 2004    | 1.423 | 1.490 | ▼67  |
| 2005    | 1.367 | 1.530 | ▼163 |
| 2006    | 1.356 | 1.525 | ▼169 |
| 2007    | 1.404 | 1.509 | ▼105 |
| 2008    | 1.459 | 1.553 | ▼94  |
| 2009    | 1.514 | 1.465 | ▲49  |
| 2010    | 1.573 | 1.447 | ▲126 |
| 2011    | 1.508 | 1.383 | ▲125 |
| 2012    | 1.518 | 1.361 | ▲157 |
| 2013    | 1.535 | 1.370 | ▲165 |
| Surse:. |       |       |      |

## Componența etnică
| Componența etnică a populației |
| --- |
| · 1904 Români (43,8%) Evrei (41%) Ruși (15%) Alte etnii (0,2%) · 1930 Români (29%) Evrei (46,5%) Ruși (17,7%) Polonezi (3,2%) Germani (0,9%) Ucraineni (0,9%) Armeni (0,5%) Alte etnii (1,3%) · 1941 Români (62,9%) Ucraineni (16,2%) Ruși (12,9%) Polonezi (2,1%) Alte etnii (5,9%) |

Structura etnică în 2004
     Moldoveni/români (54,2%)
     Ucraineni (23,74%)
     Ruși (19,22%)
     Polonezi (0,67%)
     Evrei (0,32%)
     Țigani (0,21%)
     Găguzi (0,18%)
     Alte etnii (1,46%)
| Grup etnic                                 | Populație    | % din total* |
| ------------------------------------------ | ------------ | ------------ |
| Moldoveni (declarați) Români (declarați)   | 66,877 2,258 | 52.43% 1.77% |
| Ucraineni                                  | 30,288       | 23.74%       |
| Ruși                                       | 24,526       | 19.22%       |
| Polonezi                                   | 862          | 0.67%        |
| Evrei                                      | 409          | 0.32%        |
| Bulgari                                    | 296          | 0.23%        |
| Țigani                                     | 272          | 0.21%        |
| Găgăuzi                                    | 234          | 0.18%        |
| Alții                                      | 1,527        | 1.20%        |
| Sursă: Rezultatul recensământului din 2004 |              |              |

## Componența lingvistică

### Limba maternă
| Limba maternă                                                                                                  | 1897    | 1897  | 1930    | 1930 | 2004    | 2004  |
| Limba maternă                                                                                                  | numărul | %     | numărul | %    | numărul | %     |
| --- | ------- | ----- | ------- | ---- | ------- | ----- |
| română | 3.157   | 17,08 | 8.601   | 28,1 | 61.780  | 48,43 |
| rusă | 4.220*  | 22,83 | 6.626   | 21,7 | 52.035  | 40,79 |
| ucraineană | 4.220*  | 22,83 | 350     | 1,1  | 13.317  | 10,43 |
| găgăuză | -       | -     | -       | -    | 111     | 0,08  |
| ebraică | 10.323  | 55,86 | 13.912  | 45,5 | -       | -     |
| poloneză | 533     | 2,99  | 622     | 2,0  | -       | -     |
| bulgară | 7       | 0,03  | 20      | 0,06 | 102     | 0,08  |
| germană | 103     | 0,52  | 121     | 0,8  | -       | -     |
| maghiară | -       | -     | 68      | 0,2  | -       | -     |
| armeană | 50      | 0,27  | 21      | 0,06 | -       | -     |
| greacă | 16      | 0,08  | 19      | 0,06 | -       | -     |
| turcă/tătară                                                                                                   | 3       | 0,01  | 10      | 0,03 | -       | -     |
| Alte limbi | 66      | 0,35  | 38      | 0,12 | 1.013   | 0,79  |
| Nedeclarată | -       | -     | 32      | 0,1  | 203     | 0,15  |
| Total | 18.478  | 100   | 30.570  | 100  | 127.561 | 100   |
| Note: - la recensământul rusesc din 1897 vorbitorii de rusă, ucraineană și belarusă au fost calculați împreună |         |       |         |      |         |       |

### Limba vorbită
| Naționalitatea     | Nr. total | Total municipiu | Total municipiu | Total municipiu | Total municipiu | Total municipiu  | Total municipiu  | Total municipiu | Total municipiu | Total municipiu | Total municipiu | Total municipiu | Total municipiu | Total municipiu | Total municipiu |
| Naționalitatea     | Nr. total | limba română    | limba română    | limba rusă      | limba rusă      | limba ucraineană | limba ucraineană | limba găgăuză   | limba găgăuză   | limba bulgară   | limba bulgară   | Altă limbă      | Altă limbă      | Nedeclarată     | Nedeclarată     |
| Naționalitatea     | Nr. total | nr.             | %               | nr.             | %               | nr.              | %                | nr.             | %               | nr.             | %               | nr.             | %               | nr.             | %               |
| ------------------ | --------- | --------------- | --------------- | --------------- | --------------- | ---------------- | ---------------- | --------------- | --------------- | --------------- | --------------- | --------------- | --------------- | --------------- | --------------- |
| Moldoveni/ români  | 69.135    | 52.493          | 75,92           | 16185           | 23,41           | 160              | 0,23             | 2               | 0,002           | 6               | 0,008           | 48              | 0,06            | 0               | 0,0             |
| Ucraineni          | 30.288    | 1.197           | 3,95            | 25.479          | 84,12           | 3.592            | 11,85            | 8               | 0,02            | 0               | 0,0             | 12              | 0,03            | 0               | 0,0             |
| Ruși               | 24.526    | 493             | 1,62            | 23.983          | 97,78           | 42               | 0,17             | 0               | 0,0             | 0               | 0,0             | 8               | 0,03            | 0               | 0,0             |
| Bulgari            | 297       | 34              | 11,44           | 256             | 86,19           | 1                | 0,33             | 6               | 2,02            | 0               | 0,0             | 0               | 0,0             | 0               | 0,0             |
| Găgăuzi            | 243       | 24              | 9,87            | 201             | 82,71           | 8                | 3,29             | 10              | 4,11            | 0               | 0,0             | 0               | 0,0             | 0               | 0,0             |
| Alte naționalități | 2889      | 175             | 6,05            | 2425            | 83,93           | 55               | 1,90             | 1               | 0,03            | 0               | 0,0             | 212             | 7,33            | 21              | 0,72            |
| Nedeclarată        | 183       | 0               | 0,0             | 0               | 0,0             | 0                | 0,0              | 0               | 0,0             | 0               | 0,0             | 1               | 0,54            | 182             | 99,45           |
| Total              | 127561    | 54416           | 42,65           | 68759           | 53,90           | 3866             | 3,03             | 21              | 0,01            | 13              | 0,01            | 283             | 0,22            | 208             | 0,16            |